# Multikonfessionelles Österreich
Multikonfessionelles Österreich ist der Titel eines Buches von Karl Vocelka, in dem dieser 2013 Österreichs Religionen in Geschichte und Gegenwart, so der Untertitel, darzustellen versucht. Das Buch fand Beachtung bei Fachleuten der Religionswissenschaft und der Kirchengeschichte sowie in öffentlichen Medien.

## Anliegen und Inhalt
Vocelka möchte mit diesem Buch „das oft gehörte Urteil, Österreich sei ja ein katholisches Land“, widerlegen (so im Vorwort, S. 7) und zeichnet stattdessen „ein Bild der Vielfalt“.  Deshalb auch der Buchtitel Multikonfessionelles Österreich. Es entstehe „ein guter Überblick über die über 40 verschiedenen Religionsgemeinschaften“, die in Österreich zu finden sind. Die Darstellung so vieler unterschiedlicher religiöser Traditionen „ist eine ungeheure Herausforderung“, die von einem Gelehrten im Alleingang kaum zu bewältigen ist. Das Ergebnis enttäuschte manche Rezensenten, da Vocelka die einzelnen Religionsgemeinschaften eher allgemein behandle und nur wenig auf deren spezifisch österreichische Geschichte eingehe. Damit hängt der Eindruck zusammen, dass Vocelkas Hauptquelle für sein Buch das Internet war und dass er kaum neuere gedruckte spezifische Fachliteratur einbezog. Nicht berücksichtigt wurde z. B. die österreichbezogene Konfessionskunde von Frank Hinkelmann (2009) oder die Zeitschrift Jahrbuch für die Geschichte des Protestantismus in Österreich mit ihren Beiträgen.
Auch andere ursprünglich katholisch oder evangelisch geprägte Länder weisen seit ungefähr 1950 eine allmählich größer werdende religiöse Vielfalt auf. Das wurde etwa für die Schweiz durch das Buch Eine Schweiz – viele Religionen dargestellt.

## Verständlichkeit
Die große Vielfalt in der religiösen Landschaft Österreichs erscheint mitunter als verwirrend, etwa als „Irrgarten von Gläubigen verschiedenster Überzeugungen“; aber Vocelka sei es gelungen, diesen „Irrgarten“ „in eine leicht verständliche Ordnung zu gliedern“.

## Faktentreue
In Bezug auf die Zuverlässigkeit der Angaben hinterlässt das Buch unterschiedliche Eindrücke: positive etwa in Bezug auf die „historischen Abschnitte, vor allem im Bereich der Geschichte des Christentums und der Orden“ – diese „tragen die souveräne Handschrift des renommierten und erfahrenen Historikers“ –, negative Eindrücke dort, wo durch bruchstückhafte Information ein schiefes Bild entsteht, etwa wenn beim Antimodernisteneid bloß angegeben wird: „seit 1910“, aber seine Abschaffung 1967 nicht genannt ist.

## Begriffe
Auf einige begriffliche Unschärfen wurde hingewiesen:  Vocelka verwendet für die Evangelisch-methodistische Kirche weiterhin durchwegs ihren früheren Namen Methodistenkirche (S. 126), trotz ihrer Umbenennung im Jahr 2004. Der weltweite Zusammenschluss der Methodisten ist der „Weltrat methodistischer Kirchen“, also nicht eine Kirche, wie Vocelka schreibt: „Weltweit gesehen ist die Methodistenkirche mit 60 Millionen Gläubigen …“ (S. 126)

## Vocelkas weltanschauliche Position
Vocelka bekennt sich als Atheist (S. 7). Er schreibt also nicht als Vertreter einer bestimmten Religion über seine eigene sowie über „fremde“ Religionen, ist also gewissermaßen unparteiisch. Es wurde daher die Meinung geäußert, diese distanzierte Haltung „ermöglichte ihm eher eine objektive Darstellung des Themas“. Allerdings wurde auch Vocelkas mangelnde Vertrautheit mit den beschriebenen Religionen kritisiert, etwa bei seiner Angabe der „Abfassung des Johannesevangeliums um 130“ (S. 118); dieses Evangelium wird in der aktuellen Forschung jedoch vor oder kurz nach 100 n. Chr. datiert. Und auch die Beurteilung Vocelkas, dass sich die „stark die Tradition der alten Kirche“ betonenden Altkatholiken von dieser Tradition u. a. beim Zölibat „weit entfernt haben“ (S. 160), wird als verfehlt kritisiert, denn die alte Kirche vertrat keineswegs einheitlich den Zölibat für Priester.

## Bibliographische Angaben
Karl Vocelka: Multikonfessionelles Österreich. Religionen in Geschichte und Gegenwart. Styria, Wien u. a. 2013, 285 Seiten (das Impressum folgt nach Buchwerbungen auf S. 288).

## Rezensionen
- Ernst Fürlinger in einer Besprechung mit dem Titel „Blinde Flecken“ in der österreichischen Tageszeitung Die Presse, in der Druckausgabe am 23. Nov. 2013.
- Franz Graf-Stuhlhofer: Rezension im Jahrbuch für die Geschichte des Protestantismus in Österreich 129 (2013) S. 233–235 (hier kurzgefasst).
- Frank Hinkelmann: Buchbesprechung in: allianzspiegel. Informationsdienst der österreichischen Evangelischen Allianz 28. Sept. 2013, S. 25.
- Konrad Holzer in der Sendung „Erfüllte Zeit“ 2013, im Radio-Sender Ö1: Buchtipp.
- Fritz Keller in der Bücherschau des Österreichischen Gewerkschaftsbundes, 2013
- KirchenZeitung im Netz (der Diözese Linz)

## Einzelbelege
Genauere Angaben und Links siehe oben unter Rezensionen.
1. ↑  Konrad Holzer in der Radiosendung „Erfüllte Zeit“, 2013: Vocelkas Anliegen bestehe darin, „mit dem Klischee von der katholischen Monokultur in Österreich aufzuräumen“.
2. ↑  KirchenZeitung im Netz (Diözese Linz), 2013.
3. ↑  KirchenZeitung im Netz (Diözese Linz), 2013: „Das Projekt lässt sich mit der Besteigung eines Achttausenders vergleichen“.
4. ↑  So Ernst Fürlinger in „Blinde Flecken“ in Die Presse, 2013.
5. ↑  Ernst Fürlinger in „Blinde Flecken“ in Die Presse, 2013.
6. ↑  So Frank Hinkelmann, der sich in seiner Buchbesprechung auf Vocelkas Darstellung der Freikirchen sowie der Evangelischen Kirche konzentrierte, in allianzspiegel, 2013.
7. ↑  Darauf verweist Graf-Stuhlhofer in seiner Rezension im Jahrbuch für die Geschichte des Protestantismus in Österreich 2013, S. 234f.
8. ↑  Martin Baumann, Jörg Stolz (Hrsg.): Eine Schweiz - viele Religionen. Risiken und Chancen des Zusammenlebens. Bielefeld 2007.
9. ↑  So formuliert von Fritz Keller in der Bücherschau, 2013.
10. ↑  So Ernst Fürlinger in „Blinde Flecken“ in Die Presse, 2013.
11. ↑  So Ernst Fürlinger in „Blinde Flecken“ in Die Presse, 2013.
12. ↑  Von Graf-Stuhlhofer in seiner Rezension im Jahrbuch für die Geschichte des Protestantismus in Österreich, 2013.
13. ↑  So Fritz Keller in der  Bücherschau des Österreichischen Gewerkschaftsbundes, 2013.
14. ↑  Diese Kritik an Vocelkas Datierung des Johannesevangeliums sowie an seinem Urteil über die Altkatholiken bei Graf-Stuhlhofer in seiner Rezension, im JGPrÖ 2013, S. 233.